# Большой Восим
Большой Восим (Восим, Вослан) — река в России, протекает по Ленскому району Архангельской области.
Устье реки находится в 31 км по левому берегу реки Очея. Длина реки составляет 37 км.

## Данные водного реестра
По данным государственного водного реестра России относится к Двинско-Печорскому бассейновому округу, водохозяйственный участок реки — Вычегда от города Сыктывкар и до устья, речной подбассейн реки — Вычегда. Речной бассейн реки — Северная Двина.
Код объекта в государственном водном реестре — 03020200212103000023498.